# 四乙基鉛
四乙基鉛是一種有機金屬化合物，其结构由一個鉛原子通过共价键與四個乙基（-C₂H₅）配体相连，化学式为(C₂H₅)₄Pb。
四乙基鉛由小托馬斯·米基利（英語：Thomas Midgley Jr.）首先制备，是一种石油燃料添加剂。从1920年代开始与汽油混合作为提高辛烷值的燃料添加剂，使发动机压缩比及车辆的燃油效率得到大幅提生。四乙基鉛在19世纪中期首次被化学鉴定，而其抗爆效应在1921年才由通用汽车研究实验室发现，该实验室花费了数年的时间试图找到既高效又廉价的添加剂。
1970年美国环境保护署根据美国清洁空气法案开始对机动车尾气排放作出规定。1986年美国停賣含铅汽油。香港於1991年4月1日開始賣無鉛汽油，減低有害的含鉛汽油對環境造成的污染,實施《空氣污染管制（車輛設計標準）（排放）規例》，規定所有2.5公噸以下的新車必須遵守嚴格的排放標準，又另訂明由1992年1月1日起，所有使用汽油引擎的新車均須採用無鉛汽油。中华人民共和国国务院通知于2000年1月1日停产含铅汽油，2000年7月1日全面停賣和使用含铅汽油。台灣中油股份有限公司自1999年6月1日起開始供應九八無鉛汽油，目前加油站賣92、95、98三種無鉛汽油。

## 製備
四乙基鉛可由氯乙烷與鈉鉛合金反應製取，方程式如下：
Na4Pb  +  4C2H5Cl   →    (C2H5)4Pb    +    4NaCl

## 特性
四乙基鉛為無色、具有一定黏度的液體。因為該化合物分子不帶電荷，且铅原子外圍由四個烷基基团包圍，使其表现出親脂性，可溶於汽油。
值得注意的是，四乙基鉛結構中的四個C-Pb鍵的引力相當弱，內燃機燃燒的溫度可使其分解。分解時，會先轉變為三乙基鉛(CH3CH2)3Pb和乙基自由基，這些自由基會清除其他自由基。透過自由基反應，從而不致過早開始燃燒，使燃烧適當地延遲，以此預防震爆。

## 用途
四乙基鉛曾被廣泛用于汽油中，作为提高辛烷值的抗爆添加剂，能够有效抑制发动机内的震爆现象，使得发动机能夠采用更高的壓縮比，从而提高發動機效率和功率。相较于欧洲最先使用酒精类添加剂方案，美国率先推广含铅汽油，其优势在于高能量含量和更佳的貯藏稳定性，最終成為了曾经普遍使用的燃料添加劑。还有一个显著優點在于四乙基鉛相比其他抗爆震劑或使用高辛烷值的汽油混合劑，僅需要非常低的濃度，就可以提高燃料辛烷值。典型的含铅汽油配比是以一份體積的乙基液（內含四乙基鉛）加到1260份體積未經處理的汽油。其他抗爆震劑必須在用較大量的份量和/或比天然汽油的能源值更低。而高能源值的含鉛汽油會有更佳的燃油效率。 
如果用酒精作為抗爆劑，燃料会吸收水分和空氣，在高湿度状态下可能導致燃料喉管生鏽和腐蝕。隨著時間的推移，水滴和積水的水份可以形成在燃油系統的燃料喉管結冰。此外燃料的高濕度也可以出現生物污染問題，由於某些細菌能夠在水面和汽油的表面繁殖，從而在燃料系統內造成細菌滋生。四乙基鉛的毒性，使其具殺菌特性，有助防止燃油污染和細菌生長而造成燃油降解。酒精則難溶於汽油，而四乙基铅则较易溶于汽油。
四乙基铅燃燒會產生固體一氧化鉛和鉛。
(CH3CH2)4Pb + 13O2 → 8CO2 + 10H2O + Pb
2Pb + O2 → 2PbO
随着含铅汽油的长期使用，固體鉛金屬與氧化鉛可能在發動機內積聚，損害發動機內各個零件。为了解决这个问题，一些含铅汽油會加入1,2-二溴乙烷或1,2-二氯乙烷，令鉛反應為可蒸發的溴化鉛和氯化鉛，但這些物質被认为会导致空氣污染和健康伤害，尤其是其对兒童腦部構成的潜在損害，促使石油公司開始推出無鉛汽油产品。此外，這種添加劑也會造成催化轉換器內的催化劑受污染，催化劑失效意味其失去淨氣功能。

## 對身體的毒性及中毒途径
四乙基鉛為劇毒性物質，被认为毒性為金屬鉛的100倍。一些常用於处理鉛中毒的金屬螯合劑，如依地酸鈣鈉（乙二胺四乙酸二鈉鈣,EDTA 2Na-Ca）對四乙基铅中毒無效。皮膚接觸，吸入揮發物皆可中毒。進入人體後，部分會轉變為三乙基鉛，三乙基鉛可穿透血腦屏障，傷害中樞神經系統。
四乙基鉛的輕度中毒症狀為易興奮、急躁、易怒、焦慮不安和病症型類神經症，重度中毒症狀為躁動不安、精神錯亂、幻覺、妄想、譫妄、人格改變、甚至暴力行為等精神運動性興奮表現。

## 淘汰和禁止
出于对空氣和土壤鉛含量以及鉛累積的神經毒性的担忧，各国在2000年初完成了逐步淘汰公路車輛燃料。 1975年美國強制使用催化转换器和更新的車型以滿足更嚴格的排放法規，開始逐步淘汰美國含鉛汽油。 汽車工程和石油化學的若干進展也減少了四乙基鉛之需求。 用於製造高辛烷值共混原料如重整油和同分異構辛烷的更安全方法減少了依賴四乙基鉛。另有其他各種毒性的抗爆添加劑，包括金屬化合物如甲基環戊二烯基三羰基錳（MMT）以及含氧化合物包括甲基叔，甲基叔丁基醚（MTBE），叔戊基甲基醚（TAME），和乙基叔丁基醚（ETBE）。
替代鉛添加劑已經過科學測試，其中一些已於1999年在英國汽車工業研究協會獲得英國歷史車輛俱樂部聯合會批准。
截至2016年6月 ，联合国环境署贊助的淘汰工作已基本完成：只有阿爾及利亞，也門和伊拉克繼續普遍使用含鉛汽油，但已沒有國家專門使用它。2021年8月30日，聯合國環境規劃署宣佈全球最後一個供應有鉛汽油的國家阿爾及利亞於7月起停供，有鉛汽油正式走入歷史。

### 含铅燃料禁令
各国道路车辆禁用燃料禁令生效时间如下：
| - 奥地利: 1989 - 波黑: 2009 - 捷克共和国: 2001 - 丹麦: 1994 - 欧盟: 2000年1月1日 - 芬兰: 1994 - 法国: 2000 - 德国: 1996 - 希腊: 2002 - 匈牙利: 1999 - 爱尔兰: 2000年1月1日 - 意大利: 2002年1月1日 - 摩纳哥: 2000 - 荷兰: 1998 - 挪威: 1988 - 波兰: 2005 - 斯洛維尼亞: 2001 - 西班牙: 2001年8月1日 - 葡萄牙: 1999 - 罗马尼亚: 2005 - 俄国: 2002 - 塞爾維亞: 2010 - 瑞典: 1992 - 瑞士: 2000 - 乌克兰: 2003 - 英国: 2000年1月1日 | - 加拿大:1993 - 美国:1996年1月1日 - 加州:1992 - 巴哈馬: - 貝里斯: - 百慕達: - 哥斯大黎加: - 多明尼加: - 聖薩爾瓦多: - 瓜地馬拉: - 海地: - 宏都拉斯: - 墨西哥:1998 - 尼加拉瓜: - 波多黎各:同美國 - 千里達:2000 | - 阿根廷: 1998 - 玻利維亞: - 巴西: 1989 - 智利: 2001 - 哥伦比亚: 1991 - 秘鲁: 2004 - 委内瑞拉: 2005 | - 日本: 1986 - 香港: 1999 - 马来西亚: 2000 - 新加坡: 1998 - 韩国: 1993 - 斯里蘭卡: 1999 - 泰国: 1996 - 孟加拉: - 中華民國（臺灣）: 2000 - 土耳其: 2006 - 中国: 2000 - 菲律賓: 2000 - 印度: 2000年3月 - 伊朗: 2003 - 尼泊爾: 2000 - 巴基斯坦: 2001 - 印度尼西亚: 2006 | - 澳大利亚: 2002 - 新西兰: 1996 - 关岛: 19961月1日 (美国) |

#### 非洲
自2002年地球首脑会议发起禁令之后，含铅汽油应于2006年1月1日全球范围内完全淘汰 。 但是在阿尔及利亚的炼油厂转型仍然需要时间， 因此含铅燃料在阿尔及利亚部分地区仍然可用，并计划于2016年淘汰，該國最終已於2021年7月完全停止供應含鉛燃油。

## 參看
- 托馬斯·米基利
- 航空汽油
- 鉛
  - 有机铅化合物
  - 鉛中毒